# Espelmes de Sàbat

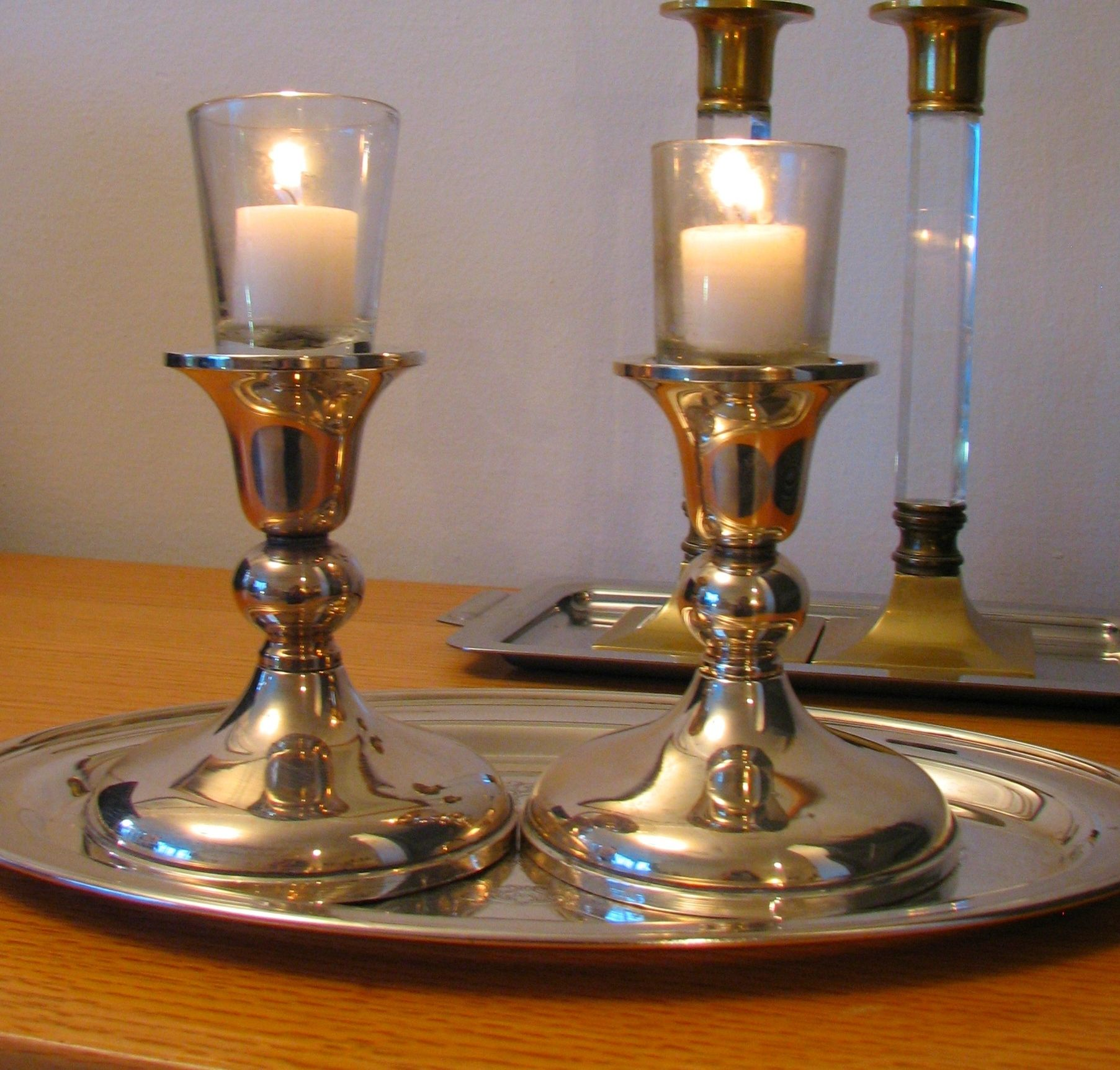
Espelmes enceses durant el Sàbat.

Les espelmes de sàbat (en hebreu: נרות שבת) són les espelmes enceses en la nit del divendres abans del vespre per marcar el començament del dissabte jueu. Encendre les espelmes de sàbat és una llei rabínica. L'encesa de les espelmes és duta a terme tradicionalment per la dona de la casa, però en absència d'una dona, es pot fer per un home. Després d'encendre les espelmes, la dona mou les mans sobre elles, es cobreix els seus ulls, i recita una benedicció.